# NGC 4041
NGC 4041 is een spiraalvormig sterrenstelsel in het sterrenbeeld Grote Beer. Het hemelobject werd op 19 maart 1790 ontdekt door de Duits-Britse astronoom William Herschel.

## Synoniemen
- UGC 7014
- MCG 10-17-129
- ZWG 292.61
- ARAK 342
- IRAS 11596+6224
- PGC 37999